# Романо Амеріо
Романо Амеріо (італ. Romano Amerio; 17 січня 1905, Лугано — 16 січня 1997, там само) — римо-католицький класичний філолог і філософ. Брав участь як перітус у Другому Ватиканському соборі й став гострим критиком постсоборних реформ і змін у літургії, еклезіології, вірі та моральній доктрині.

## Біографія
Народився в сім'ї п'ємонтського лікаря Джузеппе Амеріо та Марії Мороні Стампа, матері з рідного міста Романо — Лугано, Романо Амеріо мав італійське громадянство. У 1927 році він здобув докторський ступінь у Міланському католицькому університеті, захистивши дисертацію про Томмазо Кампанеллу. Він був учнем Аґостіно Ґемеллі, засновника університету. З 1928 по 1970 рік викладав філософію, грецьку та латинську мови в гімназії та гуманістичній гімназії в Лугано. У 1951 році став викладачем історії філософії в Міланському католицькому університеті. Анджело Джелміні, єпископ Лугано і член центральної підготовчої комісії Другого Ватиканського Собору, залучив Амеріо до вивчення соборних схем і участі в написанні заяв. На Другому Ватиканському Соборі він був його перитусом, а також радником кардинала Джузеппе Сірі. У цей час він став критично ставитися до «аджорнаменто». Амеріо став відомим завдяки своїм філософським дослідженням про Антоніо Росміні та критичному виданню праці Мандзоні «Osservazioni sulla morale cattolica» (1819). Його праці про Росміні вважаються конгеніальними. Батьківщина, де він народився, надала йому почесне громадянство.

## Критика Собору
У своїх традиціоналістських працях Амеріо виділяє три документи, які, на його думку, були неявно та інтелектуально заперечені в постсоборну епоху: енцикліка «Quanta Cura», яка засуджувала лібералізм і світогляд масонів; декрет «Lamentabili sane exitu», спрямований проти наукової біблійної критики; енцикліка«Humani generis» 1950 року, в якій розглядалися нові погляди на антропологію та еклезіологію в Церкві.
Амеріо також був противником літургійних змін, спричинених Собором, і його думки з цього приводу ґрунтувалися насамперед на енцикліці Папи Пія XII «Mediator Dei». Він розглядав католицьку літургію як поклоніння Богові й виступав проти реформаторських тенденцій, які зміщували фокус уваги на людських учасників літургійної події, що, на думку Амеріо, призводило до виродження літургійного святкування у форму «самосвяткування». Амеріо також дослідив інституційні зміни, пов'язані з часом проведення Собору, і вважав, що формальна відмова від терміна «єресь» в офіційних розслідуваннях і процесах мала драматичні наслідки для церковного життя, навчання і християнської науки.
Амеріо був прихильником традиційної католицької апологетики та висловлював занепокоєння з приводу відмови від традиційних концепцій навернення і диспуту на користь ідеї суто діалектичного підходу до діалогу між Церквою і світом, як це пропагує сучасне фундаментальне богослов'я. У своїх філософських працях він дотримувався традиційних схем вчення томізму та августиніанства, що склалися в епоху неосхоластики в католицькому богослов'ї, і відкидав кантіанство, гегельянство та спінозизм з релігійних міркувань. Есеї Амеріо були високо оцінені представниками Церкви з традиційними нахилами. Їх публікація збіглася з публічним конфліктом між архиєпископом Марселем Лефевром і його традиціоналістським священицьким Братством святого Пія X та Папою Павлом VI. У цьому конфлікті Амеріо схилявся до концепції традиції Лефевра, яка була засуджена Папою.

## Твори
Його головна праця — книга «Iota Unum», опублікована в 1985 році, в якій дається оцінка змін, що відбулися в Католицькій Церкві після Другого Ватиканського Собору. У 42 розділах цієї праці він критично розглядає весь спектр сучасного католицького життя і доктрини, зосереджуючись на таких темах, як Другий Ватиканський Собор, священство, катехизація, релігійні ордени, фемінізм, екуменізм, віра, мораль, католицька культура, літургія та есхатологія. Він представляє ідеї, події та заяви Пап, кардиналів, єпископів та єпископських конференцій, протиставляючи їх своїм уявним католицьким принципам. Оцінюючи ці події, Амеріо намагається відрізнити легітимний розвиток від неприйнятної зміни доктрини. Він зазначає, що навернення й апологетика були замінені в постсоборовому діалозі «позитивним обміном». Хоча цей діалог може навернути іншу сторону, він також може спотворити та відвести від істини до помилки. Праця містить записи з 1935 по 1985 роки. Другий том під назвою «Stat Veritas: Fortsetzung von Iota Unum» був опублікований посмертно у 1997 році.